# Madurasia
Madurasia is een geslacht van kevers uit de familie bladkevers (Chrysomelidae).
De wetenschappelijke naam van het geslacht werd in 1896 gepubliceerd door Martin Jacoby.

## Soorten
- Madurasia bedfordi (Laboissiere, 1926)
- Madurasia obscurella Jacoby, 1896